# Холмистое (Донецкая область)
Холмистое (укр. Холмисте) — посёлок, входит в Макеевский городской совет Донецкой области Украины. Находится под контролем самопровозглашённой Донецкой Народной Республики.

## География

#### Соседние населённые пункты по странам света
СЗ, З: город Макеевка
С: Пролетарское, Гусельское
СЗ: Шевченко, Угольщик
З: Межевое, Маяк
СВ: Молочарка
В: Вербовка, Садовое, Новониколаевка
ЮЗ: Высокое
ЮВ: Зелёное
Ю: Грузско-Зорянское, Грузско-Ломовка

## Население
Население по переписи 2001 года составляло 196 человек.

## Местный совет
86195, Донецкая обл., Макеевский городской совет, пгт. Грузско-Зорянское, ул. Центральная, 13, 6-14-46. Телефонный код — 6232.